# Alessandro Gallotti
Alessandro Gallotti (Pavia, 21 gennaio 1879 – Milano, 25 novembre 1961) è stato un pittore italiano.
Perciò sono convinto di aver lavorato con onestà e umiltà e soprattutto con infinito amore e rispetto verso quella difficilissima cosa che è l'arte.
Questo, nel mio piccolo, io ho fatto.»
(Alessandro Gallotti)

## Biografia
Nasce a Pavia il 21 gennaio 1879. Dopo aver intrapreso, solo per un primo momento, gli studi classici decide poi di interromperli per iscriversi alla Civica Scuola di Pittura di Pavia, dove studia sotto la guida di Pietro Michis, a sua volta allievo di Giuseppe Bertini.
A ventun anni, a seguito del servizio militare, studia a Milano presso l'Accademia delle belle arti di Brera, dove conosce da vicino Cesare Tallone che lo ospita in casa per qualche mese.
Nel corso degli anni, diventa inoltre allievo di Leonardo Bazzaro nonché suo compagno di esperienze lungo i canali di Chioggia, sul Mottarone e presso la località Alpino.
Grazie a quanto condiviso con il Bazzaro, a livello di pittura si specializza nei grandi quadri di paesaggio, di ampie vedute di montagne, marine e della laguna.
I primi lavori post-didattici risalgono al 1904 e, fino al 1910, apre un suo studio a Milano in via Oriani 8. 
Nel corso degli anni, si distingue in diverse esposizioni internazionali, tra le quali:
- l’“Esposizione internazionale di Milano” del 1906[4];
- la “Biennale di Venezia” del 1908[4];
- la “Quadriennale Internazionale di Monaco di Baviera” del 1909[4];
- la “Prima esposizione d’arte” del 1910 a Stresa[5];
- la "Exposiciòn de Bellas Artes Italianas" del 1910 a Buenos Aires[2];
- la “Biennale di Venezia” del 1912[4];
- l’“Esposizione Internazionale di Roma" del 1914[4];
- la "Permanente di Milano" del 1915[4].

Animato da ideali patriottici parte come volontario per la prima guerra mondiale. In  seguito, nel 1920, tra le molte recensioni positive ottenute vi è pure la firma dell'Onorevole Guido Marangoni, che lo presenta a catalogo in occasione della mostra personale allestita alla Galleria Vinciana di Milano.
Nel corso della sua carriera resterà sempre legato ai circoli della Famiglia Artistica, dei Pittori Combattenti, della Società Acquerellisti.
Muore a Milano, all'età di ottantadue anni, il 25 novembre 1961.
Nel marzo del 2001, per ricordare e rivalutare Alessandro Gallotti e, con lui, il naturalismo lombardo è nata a suo nome una Fondazione presieduta dal figlio Alberto Gallotti.